# Campeonato Mundial de Triatlón de 2008
El XX Campeonato Mundial de Triatlón se celebró en Vancouver (Canadá) el 8 de junio de 2008 bajo la organización de la Unión Internacional de Triatlón (ITU) y la Federación Canadiense de Triatlón.
Los 1,5 km de natación se realizaron en la English Bay, los 40 km de bicicleta y los 10 km de carrera se desarrollaron en el Parque Stanley de la ciudad canadiense. 

## Países participantes
Participaron en total 139 triatletas (77 hombres / 62 mujeres) de 36 federaciones nacionales afiliadas a la ITU.
| África (ATU)    | América (PATCO)                                                                                                   | Asia (ASTC)                                                             | Europa (ETU) | Oceanía (OCA)                       |
| --------------- | --- | ----------------------------------------------------------------------- | --- | ----------------------------------- |
| Sudáfrica (3/1) | Brasil (1/-) · Canadá (5/4) · Costa Rica (1/-) · República Dominicana (-/1) · Estados Unidos (5/6) · México (6/3) | China (1/2) Corea del Sur (1/-) Hong Kong (1/-) Japón (6/6) Siria (1/-) | Alemania (3/2) · Austria (2/2) · Bélgica (1/-) · Croacia (1/-) · España (3/5) · Estonia (1/-) · Finlandia (1/1) · Francia (5/3) · Hungría (1/-) · Irlanda (-/1) · Israel (1/-) · Italia (3/2) · Luxemburgo (1/1) · Países Bajos (1/3) · Polonia (1/1) · Portugal (2/1) · Reino Unido (1/5) · República Checa (-/1) · Rusia (4/2) · Suecia (-/1) · Suiza (4/1) · Ucrania (1/-) | Australia (6/5) Nueva Zelanda (2/4) |

## Resultados
| Evento    | Oro                        | Plata                        | Bronce                          |
| --------- | -------------------------- | ---------------------------- | ------------------------------- |
| Masculino | Javier Gómez Noya · España | Bevan Docherty Nueva Zelanda | Reto Hug · Suiza                |
| Femenino  | Helen Tucker Reino Unido   | Sarah Haskins Estados Unidos | Samantha Warriner Nueva Zelanda |

### Masculino
| Puesto            | Triatleta           | País           |       |       |       | Final   |
| ----------------- | ------------------- | -------------- | ----- | ----- | ----- | ------- |
| Medalla de oro    | Javier Gómez Noya   | España         | 18:45 | 58:26 | 31:38 | 1:49:48 |
| Medalla de plata  | Bevan Docherty      | Nueva Zelanda  | 18:55 | 58:11 | 31:58 | 1:50:12 |
| Medalla de bronce | Reto Hug            | Suiza          | 18:53 | 58:09 | 32:08 | 1:50:17 |
| 4                 | Hendrik de Villiers | Sudáfrica      | 18:50 | 58:18 | 32:02 | 1:50:18 |
| 5                 | Matthew Reed        | Estados Unidos | 18:55 | 58:04 | 32:18 | 1:50:27 |
| 6                 | Simon Whitfield     | Canadá         | 18:35 | 58:36 | 32:14 | 1:50:27 |
| 7                 | Igor Sisoyev        | Rusia          | 18:51 | 58:21 | 32:11 | 1:50:28 |
| 8                 | Tony Moulai         | Francia        | 18:52 | 58:10 | 32:23 | 1:50:31 |

### Femenino
| Puesto            | Triatleta         | País           |       |         |       | Final   |
| ----------------- | ----------------- | -------------- | ----- | ------- | ----- | ------- |
| Medalla de oro    | Helen Tucker      | Reino Unido    | 17:45 | 1:05:43 | 36:48 | 2:01:37 |
| Medalla de plata  | Sarah Haskins     | Estados Unidos | 17:45 | 1:05:46 | 36:57 | 2:01:41 |
| Medalla de bronce | Samantha Warriner | Nueva Zelanda  | 18:32 | 1:07:08 | 35:43 | 2:02:32 |
| 4                 | Erin Densham      | Australia      | 18:35 | 1:06:55 | 35:42 | 2:02:32 |
| 5                 | Emma Moffatt      | Australia      | 17:46 | 1:07:45 | 35:48 | 2:02:34 |
| 6                 | Felicity Abraham  | Australia      | 18:45 | 1:06:59 | 36:41 | 2:03:35 |
| 7                 | Sarah Groff       | Estados Unidos | 17:50 | 1:07:54 | 37:07 | 2:04:08 |
| 8                 | Kate Allen        | Austria        | 18:45 | 1:06:52 | 37:15 | 2:04:14 |

## Medallero
| Núm. | País           | Oro | Plata | Bronce | Total |
| ---- | -------------- | --- | ----- | ------ | ----- |
| 1    | España         | 1   | 0     | 0      | 1     |
| 1    | Reino Unido    | 1   | 0     | 0      | 1     |
| 3    | Nueva Zelanda  | 0   | 1     | 1      | 2     |
| 4    | Estados Unidos | 0   | 1     | 0      | 1     |
| 5    | Suiza          | 0   | 0     | 1      | 1     |
|      | TOTAL          | 2   | 2     | 2      | 6     |